# Гута (Хиславичский район)
Гу́та — деревня в Хиславичском районе Смоленской области России. Входит в состав Городищенского сельского поселения. Население — 0 жителей (2014 год). 
Расположена в юго-западной части области в 23 км к юго-западу от Хиславичей, в 53 км западнее автодороги А141 Орёл — Витебск, на берегу реки Чернявка. В 53 км восточнее деревни расположена железнодорожная станция Крапивенская на линии Смоленск — Рославль.

## История
По состоянию на 1910 год население деревни составляло 273 человека.
До 1929 года Гута находилась в составе Соинской волости Мстиславского уезда Могилёвской губернии. С 1929 года — в составе Хиславичского района.
В годы Великой Отечественной войны деревня была оккупирована гитлеровскими войсками в июле 1941 года, освобождена в сентябре 1943 года.